# Hot Animation
Hot Animation è stato uno studio d'animazione britannico specializzato nell'animazione in stop-motion.
La società è stata chiusa il 18 agosto 2012, quando la HiT Entertainment è stata assorbita dalla Mattel.

## Cartoni prodotti
- The Enchanted World of Brambly Hedge
- Bob aggiustatutto
- Rubbadubbers
- Pingu